# Jan Vávra (fotograf)
Jan Vávra (* 16. února 1953 Praha) je český fotograf se zaměřením na inscenovanou konceptuální fotografii, představitel tzv. neopiktorialismu.

## Život a dílo
Vystudoval Institut výtvarné fotografie v Opavě. Od roku 2001 působí jako pedagog na Vyšší odborné filmové škole v Písku a vede fotografický seminář, později též i na Filmové akademii Miroslava Ondříčka. Od roku 2005 je externím pedagogem na Vyšší odborné umělecko-průmyslové škole tamtéž.
Od roku 1993 pořádá vlastní autorské výstavy se zaměřením na inscenovanou fotografii. V letech 1994–6 se věnoval intenzívně fotografování předmětů a zátiší, vznikl cyklus fotografií „Nalezené věci“, kde autor usiloval o nové pojetí prostoru, využíval různé techniky (kresby světelnou tužkou), budoval objekty, které fotografoval a okamžitě po expozici demontoval, experimentoval v noční krajině, používal doplňkových světelných zdrojů, časové expozice apod. Do výsledných fotografií často zasahuje nejrůznějšími technikami; v tomto období byly výsledkem jeho snah fotografie-objekty, v nichž usiloval o nalezení a ztvárnění zcela nového pojetí prostoru a jeho funkce.
Je autorem grafického zpracování bookletů alb některých významných hudebníků, např. Romana Dragouna (Progres 2, Futurum, Stromboli), saxofonisty Ivana Myslikovjana a pražského skladatele a multiinstrumentalisty Ravena. Je autorem předloh k designu kompletu alb skladatele Vladimíra Hirsche "The Assent to Paradoxon", vydaného v roce 2010 italským labelem Ars Benevola Mater. Na svém kontě má i čtyři obaly alb textaře Milana Prince ( Tabula rasa? 2013, Smrti má 2015, Pozdní hodina a Marion a Damiel, obě 2018).
Ve svých fotografiích se zaměřoval na krajinářské motivy a nalezená zátiší, později fotografoval hlavně portréty

## Výstavy
Výběr z výstavní činnosti:
- Národní muzeum fotografie, stálá sbírka
- Významnější autorské výstavy: Praha 1988, Písek 1994, Písek 1996, České Budějovice 2003, Rakousko 2003 ad.
- Kompilační výstavy: České Budějovice 1986, Praha 1988, Aue (Německo) 1988, Hamburg (Německo) 1989, Amsterdam (Nizozemsko) 1989, Kaunas (Litva) 1989